# Чаба Балог
Чаба Балог (угор. Balogh Csaba; 10 березня 1987, Будапешт) — угорський шахіст, гросмейстер від 2004 року.

## Шахова кар'єра
З самого дитинства належав до числа провідних угорських юніорів, багато разів завойовував нагороди у національному чемпіонаті, а також виступав на чемпіонатах світу i Європи в різних вікових категоріях. Найвищого успіху в тих розіграшах здобув 2003 року в Будві, де здобув звання чемпіона Європи серед юнаків до 16 років. Того самого року здобув дві золоті медалі в командних змаганнях: на олімпіаді серед юнаків (до 16 років) в Денізлі, а також на чемпіонаті Європи (до 18 років) в Балатонлелі.
Двічі виступив на кубку світу, у 2005 році пройшов до 2-го раунду (перемігши Сергія Карякіна), a 2007 року програв свій поєдинок в 1-му колі. 2006 року поділив 2-ге місце (після Золтана Алмаші, разом з Золтаном Дьїмеші) в особистому заліку чемпіонату Угорщини, а також став чемпіоном країни зі швидких шахів i бліцу. У 2009 році на фінальному турнірі здобув бронзову медаль.
Неодноразово брав участь у міжнародних змаганнях, успіхи за роками:
- 1999 — Будапешт (турнір First Saturday FS12 IM-B, поділив 1-ше місце),
- 2000 — Будапешт (турнір First Saturday FS11 IM, посів 1-ше місце),
- 2002 — Будапешт — двічі (турніре First Saturday FS11 GM, поділив 1-ше місце разом з Костянтином Чернишовим а також FS05 GM, посів 2-ге місце після Хейккі Калліо),
- 2004 — Базель (поділив 1-ше місце разом з Аттілою Чебе, Трайче Нєдєвим, Сьефаном Дьюрічем, Михайлом Стояновичем i Андрієм Зонтахом), Балатонлель (посів 2-ге місце після Адама Хорвата), Залаеґерсеґ (поділив 2-ге місце після Ференца Берекеша, разом з Душко Павасовичем, Робертом Руком i Золтаном Варгою),
- 2007 — Пакш (3-тє місце після Петера Ача i Пентали Харікрішни),
- 2008 — Хевіз (поділив 1-ше місце разом з Лівіу-Дітером Нісіпяну, Аркадієм Найдічем i Золтаном Алмаші).

Увага: список успіхів неповний (поповнити від 2009 року).
Неодноразово грав за Угорщину на командних змаганнях, в тому числі:
- п'ять разів на шахових олімпіадах (2006, 2008, 2010, 2012, 2014); дворазовий медаліст: разом з командою — срібний (2014) а також в особистому заліку — срібний (2014 — на 2-й шахівниці)[2],
- на командному чемпіонаті світу (2011); медаліст: в особистому заліку — бронзовий (2011 — на 4-й шахівниці)[3],
- п'ять разів на командних чемпіонатах Європи (2005, 2007, 2009, 2011, 2013); триразовий медаліст: разом з командою — бронзовий (2011) а також в особистому заліку — срібний (2005 — на 5-й шахівниці) i бронзовий (2013 — на 2-й шахівниці)[4].

Найвищий рейтинг Ело дотепер мав станом на 1 травня 2012 року, досягнувши 2672 пунктів посідав тоді 80-те місце в світовій класифікації ФІДЕ, водночас посідав 5-те місце серед угорських шахістів.

## Зміни рейтингу
| На цьому місці має відображатися графік чи діаграма, однак з технічних причин його відображення наразі вимкнено. Будь ласка, не видаляйте код, який викликає це повідомлення. Розробники вже працюють для того, щоби відновити штатне функціонування цього графіка або діаграми. | |
| | На цьому місці має відображатися графік чи діаграма, однак з технічних причин його відображення наразі вимкнено. Будь ласка, не видаляйте код, який викликає це повідомлення. Розробники вже працюють для того, щоби відновити штатне функціонування цього графіка або діаграми. |